# Mordella argenteosuturalis
Mordella argenteosuturalis es una especie de coleóptero de la familia Mordellidae.

## Distribución geográfica
Habita en Argentina.